# Malin Ewerlöf
Malin Ewerlöf (ur. 2 czerwca 1972 w Gävle) – szwedzka lekkoatletka, specjalizująca się w biegach średnio i długodystansowych. Uczestniczka letnich igrzysk olimpijskich (Atlanta 1996).

## Sukcesy sportowe
- Płowdiw 1990 – mistrzostwa świata juniorów –  brązowy medal w biegu na 1500 metrów
- Saloniki 1991 – mistrzostwa Europy juniorów –  złoty medal w biegu na 1500 metrów
- Walencja 1998 – halowe mistrzostwa Europy –  srebrny medal w biegu na 800 metrów
- Budapeszt 1998 – mistrzostwa Europy –  srebrny medal w biegu na 800 metrów
- 18-krotna mistrzyni Szwecji[1]:
  - w biegu na 800 metrów – 1992, 1995, 1996, 1997, 1998, 1999 (6x)
  - w biegu na 1500 metrów – 1988, 1990, 1992, 1996, 1997, 1998, 1999 (7x)
  - w biegu przełajowym na 4000 metrów – 1989, 1993, 1994, 2000 (4x)
  - w maratonie – 2005 (1x)
- 6-krotna halowa mistrzyni Szwecji[2]:
  - w biegu na 800 metrów – 1991, 1992 (2x)
  - w biegu na 1500 metrów – 1989, 1992, 1997, 1998 (4x)

## Rekordy życiowe
- na stadionie
  - bieg na 400 metrów – 55,75 (Uddevalla 1999)
  - bieg na 800 metrów – 1:59,44 (Budapeszt 1998)
  - bieg na 1000 metrów – 2:40,06 (Göteborg 1994)
  - bieg na 1500 metrów – 4:05,49 (Lucerna 1997)
  - bieg na milę – 4:25,34 – (Bellinzona 1997)
  - bieg na 3000 metrów – 9:02,20 – (Sztokholm 1989)
  - bieg na 10 kilometrów – 35:03 (Sztokholm 2009)
  - półmaraton – 1:19:04 (Kopenhaga 2015)
  - bieg na 30 kilometrów – 1:57:46 (Lidingö 2009)
  - maraton – 2:44:38 (Sztokholm 2005)
- w hali
  - bieg na 800 metrów – 2:01,31 (Sztokholm 1997)
  - bieg na 1000 metrów – 2:38,11 (Sztokholm 1999)
  - bieg na 1500 metrów – 4:09,72 (Paryż 1997)